# المجانين في نعيم (فلم)
المجانين في نعيم فيلم مصري إنتاج عام 1963 بطولة إسماعيل ياسين، ورشدي أباظة وزهرة العلا.

## قصة الفيلم
بعد عشر سنوات داخل مستشفى المجانين خرج إسماعيل ياسين في دور قنديل باحثًا عن عمل دون جدوى فالجميع يطالبونه بشهادات عمله السابق. فكانت لديه الشجاعة ليخبرهم أنه حاصل على شهادة بأنه عاقل، في حين أن الذين دخلوا المسشفى لا يستطيعون إثبات صحة عقولهم. وكان والده قد ترك له 500 جنيه قبل وفاته لذلك قرر افتتاح مكتب لعلاج مشاكل الناس، بدأ يبحث عن العملاء داخل الكباريهات حيث يتعرف على شريف العاطل رغم حصوله على بكالوريوس تجارة الذي يحتال على الناس وله ثلاث ضحيات هن عزيزة تويست راقصة الكباريه. ودولت صاحبة المنزل الذي يسكن فيه، وناهد ابنة معلمة في المدبح حيث وعد كل منهن بالزواج ونجح في أن يعيش على حسابهن، لكن ابنة عمته بطاطا، هي فتاة ثرية، تتضايق من مشاريع زواج قريبها شريف مما أدّى إلى عدة مشاجرات بينهما وبين صديقاته. يتورط قنديل مع محتال آخر وهو كمال الذي أنشأ شركة فضائية ودفع له خمسمائة جنيه وخدعه كما حاول خداع ليلى ابنة الدكتور أيوب، لكن قنديل يتدخّل حتى نجح في أن يزوجها من حبيبها الأول شريف. وبعد عدة مغامرات يقتنع قنديل أن الحياة في مستشفى المجانين أفضل فذهب إلى المستشفى وتوسّل إلى البوّاب يدخله خاصة وأنه رأى أن عالم العقلاء يؤكد له أن المجانين في نعيم.

## طاقم العمل

### الممثلين
- إسماعيل ياسين
- رشدي أباظة
- عبد الباقي حسنين
- الدكتور شديد
- عبدالمنعم إسماعيل
- شويكار
- توفيق الدقن
- محسن حسنين
- نادية عزت
- فهمي امان
- نجوى فؤاد
- ليلى حمدي
- ميمي شكيب
- إستفان روستي
- زينات صدقي
- عبد السلام محمد
- لطفي الحكيم
- عبد الغني النجدي
- عبد النبى محمد
- عبد الخالق صالح
- زهرة العلا
- حسين إسماعيل
- محمد شوقي
- حلمي حليم

### طاقم العمل
- ضياء الدين المهدي (تصوير سينمائي)
- المتحدة للسينما (شركة التوزيع)
- محمد قناوي (مصور فوتوغرافي)
- نجيب خوري (تنسيق المناظر)
- عبد المنعم شكري (مهندس المناظر)
- جمال مرسي (تنفيذ المناظر)
- معمل أفلام القاهرة (الطبع والتحميض)
- مارسيل صالح (تركيب النيجاتيف)
- فكري رستم (مونتاج)
- ميتشو (ماكياج)
- ستار فيلم (إنتاج)
- محسن الفرجاني (مدير الإنتاج)
- نيفيو أورفانللي (مهندس الصوت)